# Bezirk Woynicz
Bezirk Woynicz – dawny powiat (Bezirk) kraju koronnego Królestwo Galicji i Lodomerii, funkcjonujący w latach 1854–1867. Siedzibą starostwa było miasto Woynicz (Wojnicz).

## Historia
Bezirk Woynicz utworzono w ramach reformy uwłaszczeniowej z okresu Wiosny Ludów (1848–1849), która likwidowała jurysdykcję właściciela ziemskiego nad poddanymi. W Galicji, dominium – jako podstawowa jednostka administracyjna i filar systemu feudalnego straciło rację bytu. Konieczne stało się zatem wprowadzenie nowego systemu administracyjnego, którego zręby powstały w latach 1851–1855. Nowy trójstopniowy podział administracyjny objął 21 cyrkułów (niem. Kreise), 179 małych powiatów (niem. Bezirke) i ponad 6000 gmin (niem. Gemeinde). 
Bezirk Woynicz objął obszar o wielkości 4,4 mil², zamieszkany był przez 19.011 ludzi i podzielony na 45 gmin katastralnych, w tym jedno miasto (Woynicz) i jedno miasteczko (Zakliczyn Lanckoroński). Wszedł w skład cyrkułu bocheńskiego, jako jeden z jego dziewięciu powiatów. 1 maja 1860 zniesiono cyrkuł bocheński, a jego cały obszar włączono do cyrkułu krakowskiego.
Po nadaniu Galicji autonomii oraz powołaniu samorządu gminnego i powiatowego w 1865 zlikwidowano cyrkuły (Kreise). Dotychczasowe małe powiaty (Bezirke) w liczbie 179, utrzymały się do 1867 roku, kiedy to w następstwie kolejnej reformy administracyjnej (23 stycznia 1867) zostały zastąpione przez 74 większe powiaty. Obszar zniesionego Bezirk Woynicz wszedł wtedy w skład nowych powiatów  brzeskiego i tarnowskiego (vide podział w tabeli poniżej).
| Lp. | Gmina jednostkowa                           | Powierzchnia | Ludność | Powiat w 1867 po zniesieniu |
| --- | ------------------------------------------- | ------------ | ------- | --------------------------- |
| 1   | Woynicz (M)                                 | 1322         | 1184    | brzeski                     |
| 2   | Błonie                                      | 735          | 380     | tarnowski                   |
| 3   | Bieśnik                                     | 546          | 141     | brzeski                     |
| 4   | Borowa                                      | 529          | 254     | brzeski                     |
| 5   | Biskupice Lanckorońskie z Domosławicami     | 705          | 262     | brzeski                     |
| 6   | Dzierzaniny                                 | 641          | 141     | brzeski                     |
| 7   | Faściszowa                                  | 853          | 285     | brzeski                     |
| 8   | Faliszowice                                 | 344          | 211     | brzeski                     |
| 9   | Grabno                                      | 1358         | 559     | brzeski                     |
| 10  | Gwoździec                                   | 1301         | 478     | brzeski                     |
| 11  | Janowice i Stadniki z Gierową i Podbrzeziem | 1916         | 711     | tarnowski                   |
| 12  | Kończyska                                   | 415          | 203     | brzeski                     |
| 13  | Lusławice                                   | 712          | 309     | brzeski                     |
| 14  | Łukanowice z Isepem                         | 322          | 299     | brzeski                     |
| 15  | Łopoń                                       | 501          | 380     | brzeski                     |
| 16  | Melsztyn z Łukawką i Charzewicami           | 847          | 281     | brzeski                     |
| 17  | Milówka                                     | 1542         | 337     | brzeski                     |
| 18  | Niedźwiedza                                 | 741          | 281     | brzeski                     |
| 19  | Olszyny                                     | 1069         | 391     | brzeski                     |
| 20  | Olszowa                                     | 842          | 298     | brzeski                     |
| 21  | Paleśnica                                   | 1107         | 278     | brzeski                     |
| 22  | Rostoka                                     | 308          | 138     | brzeski                     |
| 23  | Rudka                                       | 349          | 153     | brzeski                     |
| 24  | Sufczyn                                     | 1491         | 727     | brzeski                     |
| 25  | Sukmanie                                    | 301          | 134     | brzeski                     |
| 26  | Słona                                       | 974          | 314     | brzeski                     |
| 27  | Stróże                                      | 1389         | 206     | brzeski                     |
| 28  | Więckowice z Chybiem                        | 427          | 207     | brzeski                     |
| 29  | Wielka Wieś                                 | 1383         | 439     | brzeski                     |
| 30  | Wróblowice                                  | 877          | 394     | tarnowski                   |
| 31  | Wola Strózka                                | 616          | 310     | brzeski                     |
| 32  | Wesołów z Ujazdem i Podbrzeżem              | 897          | 437     | brzeski                     |
| 33  | Zakliczyn Lanckoroński (m)                  | 533          | 934     | brzeski                     |
| 34  | Zdonia                                      | 650          | 254     | brzeski                     |
| 35  | Złota                                       | 1249         | 488     | brzeski                     |
| 36  | Zawada                                      | 776          | 210     | brzeski                     |
| 37  | Zamoście z Ratnawami                        | 380          | 324     | brzeski                     |
| 38  | Biadoliny                                   | 2860         | 866     | brzeski                     |
| 39  | Bielcza                                     | 2451         | 1569    | brzeski                     |
| 40  | Bogumiłowice                                | 547          | 395     | brzeski                     |
| 41  | Łętowice z Dębiną                           | 2398         | 723     | brzeski                     |
| 42  | Łysa Góra                                   | 1223         | 851     | brzeski                     |
| 43  | Piaski-Drużków                              | 1032         | 343     | brzeski                     |
| 44  | Ruda                                        | 1036         | 479     | brzeski                     |
| 45  | Filipowice                                  | 1545         | 483     | brzeski                     |

Objaśnienie:
(M) = miasto; (m) = miasteczko